# Chionodes
Chionodes är ett släkte av fjärilar som beskrevs av Jacob Hübner 1825. Chionodes ingår i familjen stävmalar.

## Dottertaxa tillChionodes, i alfabetisk ordning[1][2]
- Chionodes abdominella
- Chionodes abella
- Chionodes abradescens
- Chionodes acanthocarpae
- Chionodes acerella
- Chionodes acrina
- Chionodes agriodes
- Chionodes albomaculella
- Chionodes apolectella
- Chionodes arborei
- Chionodes arenella
- Chionodes argentipunctella
- Chionodes argosema
- Chionodes aristella
- Chionodes asema
- Chionodes bastuliella
- Chionodes bicolor
- Chionodes bicostomaculella
- Chionodes braunella
- Chionodes brunnea
- Chionodes bufo
- Chionodes cacoderma
- Chionodes caespitella
- Chionodes canofusela
- Chionodes carpella
- Chionodes caryaevorella
- Chionodes ceanothiella
- Chionodes celerella
- Chionodes chlorocephala
- Chionodes chloroschema
- Chionodes chrysopyla
- Chionodes cognatella
- Chionodes colorella
- Chionodes concinna
- Chionodes consona
- Chionodes continuella/continuellus, Vithövdad stävmal
- Chionodes coticola
- Chionodes creberrima
- Chionodes dammersi
- Chionodes danieli
- Chionodes decolorella
- Chionodes dentella
- Chionodes deserticola
- Chionodes discoocellella
- Chionodes distinctella/distinctellus, Fältstävmal
- Chionodes dovrella
- Chionodes dryobathra
- Chionodes eburata
- Chionodes electella/electellus, Granbarksstävmal
- Chionodes figurella
- Chionodes flavicorporella
- Chionodes fluvialella
- Chionodes fondella
- Chionodes formosella
- Chionodes fructuaria
- Chionodes fumatella/fumatellus, Rökstävmal
- Chionodes fuscomaculella
- Chionodes fuscoochrella
- Chionodes fuscopulvella
- Chionodes gibbosella
- Chionodes gilvomaculella
- Chionodes grandis
- Chionodes halycopa
- Chionodes hayreddini
- Chionodes helicosticta
- Chionodes hibiscella
- Chionodes hinnella
- Chionodes holosericella/holosericellus, Fjällängsstävmal
- Chionodes icriodes
- Chionodes ignorantella/ignorantellus, Gulbandad mosstävmal
- Chionodes indistinctella
- Chionodes iridescens
- Chionodes johnstoni
- Chionodes kincaidella
- Chionodes labradorica
- Chionodes labradoriella
- Chionodes lacticoma
- Chionodes laguna
- Chionodes langei
- Chionodes latiorella
- Chionodes leucocephala
- Chionodes leucomella
- Chionodes libidinosa
- Chionodes litigiosa
- Chionodes liturosella
- Chionodes loetae
- Chionodes lophella
- Chionodes lophosella
- Chionodes luctiferella
- Chionodes luctificella
- Chionodes luctuella/luctuellus, Granskogsstävmal
- Chionodes lugubrella/lugubrellus, Tvåbandad stävmal
- Chionodes lunatella
- Chionodes luteogeminata
- Chionodes maculimarginella
- Chionodes marinensis
- Chionodes mariona
- Chionodes mediofuscella
- Chionodes meesi
- Chionodes metallica
- Chionodes mongolica
- Chionodes nanodella
- Chionodes nebulosella
- Chionodes negundella
- Chionodes nephelophracta
- Chionodes neptica
- Chionodes nigricans
- Chionodes nigrimaculella
- Chionodes nigrobarbata
- Chionodes norvegiae
- Chionodes notandella
- Chionodes notochlora
- Chionodes nubilella/nubilellus, Dyster stävmal
- Chionodes obscurella
- Chionodes obscurusella
- Chionodes occidentella
- Chionodes occlusa
- Chionodes ochreostrigella
- Chionodes ochripalpella
- Chionodes ochrisignella
- Chionodes oppletella
- Chionodes paralogella
- Chionodes pentadora
- Chionodes pereyra
- Chionodes pergrandella
- Chionodes periculella
- Chionodes perissosema
- Chionodes permacta
- Chionodes perpetuella
- Chionodes petalumensis
- Chionodes phalacra
- Chionodes pinguicula
- Chionodes pleroma
- Chionodes praeclarella
- Chionodes pseudofondella
- Chionodes psiloptera
- Chionodes quercifoliella
- Chionodes retiniella
- Chionodes reuttiella
- Chionodes rhedaria
- Chionodes sabinianae
- Chionodes sagayica
- Chionodes salicella
- Chionodes salva
- Chionodes sauteriella
- Chionodes scotodes
- Chionodes seculaella
- Chionodes sistrella
- Chionodes spirodoxa
- Chionodes striolatella
- Chionodes syrticola
- Chionodes tannuolella
- Chionodes tarandella
- Chionodes terminimaculella
- Chionodes tessa
- Chionodes thoraceochrella
- Chionodes tragicella/tragicellus, Större lärkstävmal
- Chionodes trichostola
- Chionodes trimaculella
- Chionodes tristella
- Chionodes trophella
- Chionodes ukrainica
- Chionodes unicolor
- Chionodes vagella
- Chionodes vanduzeei
- Chionodes vernella
- Chionodes whitmanella
- Chionodes viduella/viduellus, Trebandad stävmal
- Chionodes violacea/violaceus, Sandstävmal
- Chionodes violaceofusca
- Chionodes xanthophilella
- Chionodes xylobathra

## Bildgalleri

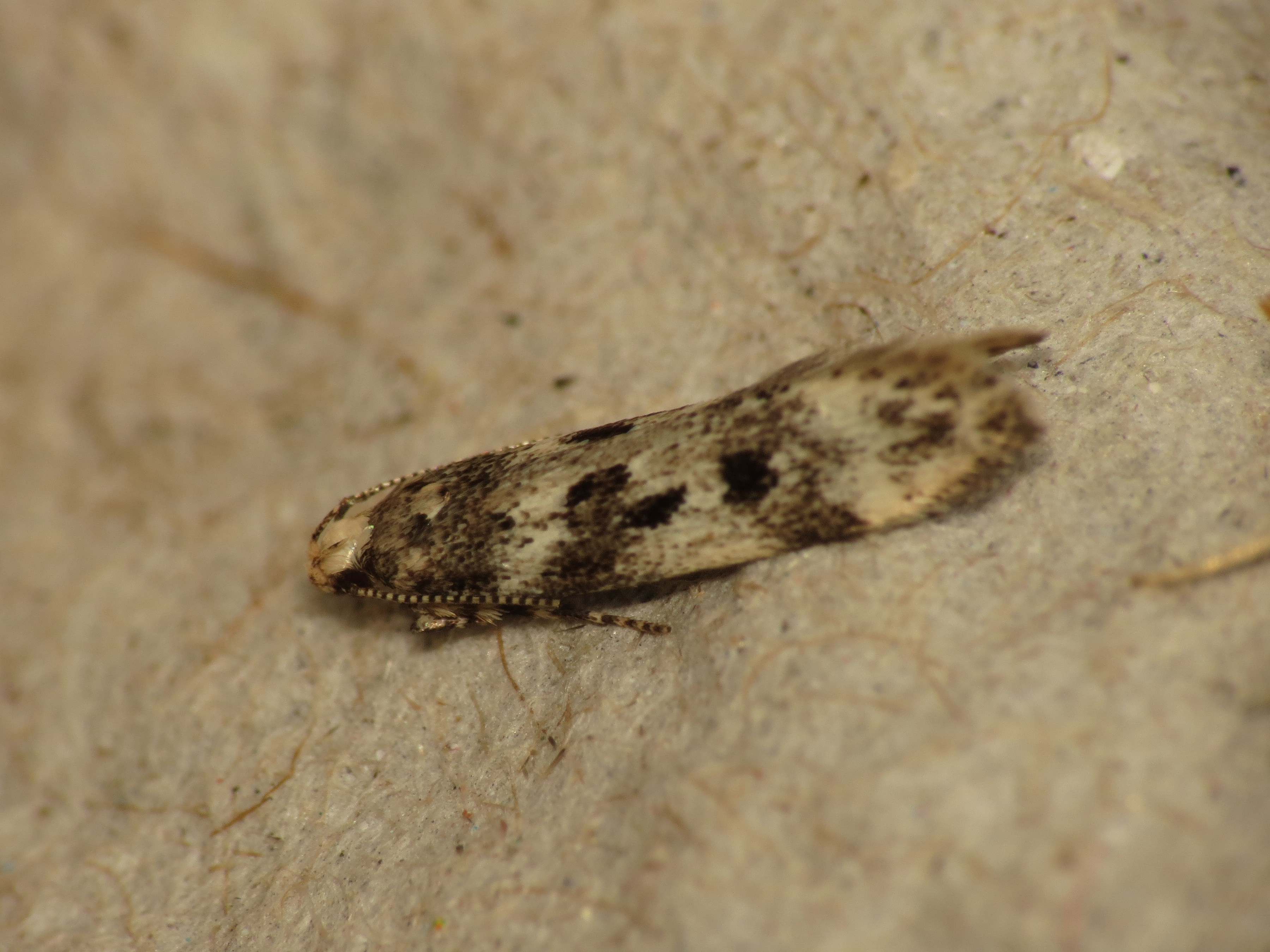